# Membrane interne
La membrane interne chez les bactéries, est la membrane qui délimite la cellule et donc le cytoplasme (d'où le nom également de membrane cytoplasmique). Elle joue un rôle primordial dans la protection des constituants cellulaires, dans les échanges avec le milieu extérieur et dans l'appréhension du milieu extérieur par l'intermédiaire de récepteurs membranaires.
Elle est constituée d'un double couche lipidique de 10nm d'épaisseur environ, qui renferme de très nombreuses protéines. On retrouve également des glucides à sa surface.
- protéines : 70 % du poids moléculaire de la membrane;
- lipides : 30 % du poids moléculaire de la membrane;
- glucides : 10 % du poids moléculaire de la membrane.